# Bob Bryan
Robert "Bob" Charles Bryan (Camarillo, 29 de abril de 1978) é um ex-tenista profissional estadunidense. Bryan nasceu dois minutos antes que seu irmão gêmeo Mike Bryan, com quem faz dupla de muito sucesso no tênis, uma das mais vencedoras da história. Em 2003 chegou ao topo em duplas se tornando número 1 do mundo. Já conquistou mais de 100 títulos em duplas. É um dos tenistas que já ganhou todos os Grand Slam em duplas, com seu escudeiro e irmão Mike Bryan.

## Carreira
A parceria de Bob e seu rmão Mike Bryan é considerada por diversos analistas esportivos, críticos de tênis e antigos tenistas como a melhor do tênis de todos os tempos.
Possui uma Década Slam no tênis, que ocorre quando durante dez anos consecutivos o tenista ganha pelo menos um dos torneios do Grand Slam por temporada. Não precisa ser o mesmo torneio do Grand Slam, mas tem que ser obrigatoriamente durante dez anos consecutivos e só em simples, duplas ou duplas mistas. O Bob Bryan ganhou em duplas pelo ao menos um torneio do Grand Slam de 2005 a 2014.
Já conquistou 3 títulos ATP World Tour Finals em duplas.
Em 2014, ao conquistar o Masters de Xangai, Bob e seu irmão Mike Bryan foram a primeira parceria da história do tênis a completar o ‘Career Golden Masters’, que consiste em conquistar todos os títulos de Masters 1000 possíveis. Ainda em 2014, ao conquistar o Masters de Paris, Bob e Mike Bryan também foram os primeiros tenistas, tanto de simples como em duplas, a vencerem seis títulos de Masters 1000 na mesma temporada.
Disputou os Jogos Olímpicos de Atenas de 2004 e Pequim 2008, nesta última competição obteve a medalha de bronze. Mas nos Jogos Olímpicos de Londres de 2012, ele ganhou a medalha de ouro.
Em Jogos Pan-Americanos ganhou a medalha de bronze em Winnipeg, em 1999.
Também representa os Estados Unidos na Copa Davis, tendo sido campeão em 2007.
Em simples, já disputou quatro vezes o U.S. Open, chegando no máximo a segunda rodada em 1998.
Em 27 de agosto de 2020, ao lado do irmão Mike, Bob anunciou a aposentadoria, aos 42 anos.

## Finais

### Grand Slam

#### Duplas: 30 (16 títulos, 14 vices)
| Status | V–D   | Ano  | Torneio                  | Piso   | Parceiro   | Adversárias                        | Resultado                 |
| ------ | ----- | ---- | ------------------------ | ------ | ---------- | ---------------------------------- | ------------------------- |
| Perdeu | 16–14 | 2017 | Australian Open          | duro   | Mike Bryan | Henri Kontinen John Peers          | 5–7, 5–7                  |
| Perdeu | 16–13 | 2016 | Torneio de Roland Garros | saibro | Mike Bryan | Feliciano López Marc López         | 4–6, 7–66, 3–6            |
| Perdeu | 16–12 | 2015 | Torneio de Roland Garros | saibro | Mike Bryan | Ivan Dodig Marcelo Melo            | 7–65, 56–7, 5–7           |
| Venceu | 15–12 | 2014 | US Open                  | duro   | Mike Bryan | Marcel Granollers Marc López       | 6–3, 6–4                  |
| Perdeu | 15–11 | 2014 | Torneio de Wimbledon     | grama  | Mike Bryan | Jack Sock Vasek Pospisil           | 56–7, 7–63, 4–6, 6–3, 5–7 |
| Venceu | 14–11 | 2013 | Torneio de Wimbledon     | grama  | Mike Bryan | Ivan Dodig Marcelo Melo            | 3–6, 6–3, 6–4, 6–4        |
| Venceu | 13–11 | 2013 | Torneio de Roland Garros | saibro | Mike Bryan | Michaël Llodra Nicolas Mahut       | 6–4, 4–6, 7–64            |
| Venceu | 12–11 | 2013 | Australian Open          | duro   | Mike Bryan | Robin Haase Igor Sijsling          | 6–3, 6–4                  |
| Venceu | 11–11 | 2012 | US Open                  | duro   | Mike Bryan | Leander Paes Radek Štěpánek        | 6–3, 6–4                  |
| Perdeu | 11–10 | 2012 | Torneio de Roland Garros | saibro | Mike Bryan | Max Mirnyi Daniel Nestor           | 4–6, 4–6                  |
| Perdeu | 11–9  | 2012 | Australian Open          | duro   | Mike Bryan | Leander Paes Radek Štěpánek        | 16–7, 2–6                 |
| Venceu | 10–9  | 2011 | Torneio de Wimbledon     | grama  | Mike Bryan | Robert Lindstedt Horia Tecău       | 6–3, 6–4, 7–62            |
| Venceu | 9–9   | 2011 | Australian Open          | duro   | Mike Bryan | Mahesh Bhupathi Leander Paes       | 6–3, 6–4                  |
| Venceu | 8–9   | 2010 | US Open                  | duro   | Mike Bryan | Rohan Bopanna Aisam-ul-Haq Qureshi | 7–65, 7–64                |
| Venceu | 7–9   | 2010 | Australian Open          | duro   | Mike Bryan | Daniel Nestor Nenad Zimonjić       | 6–3, 56–7, 6–3            |
| Perdeu | 7–8   | 2009 | Torneio de Wimbledon     | grama  | Mike Bryan | Daniel Nestor Nenad Zimonjić       | 76–7, 7–63, 56–7, 3–6     |
| Venceu | 6–8   | 2009 | Australian Open          | duro   | Mike Bryan | Mahesh Bhupathi Mark Knowles       | 2–6, 7–5, 6–0             |
| Venceu | 5–8   | 2008 | US Open                  | duro   | Mike Bryan | Lukáš Dlouhý Leander Paes          | 7–65, 7–610               |
| Perdeu | 5–7   | 2007 | Torneio de Wimbledon     | grama  | Mike Bryan | Arnaud Clément Michaël Llodra      | 7–65, 3–6, 4–6, 4–6       |
| Venceu | 4–7   | 2007 | Australian Open          | duro   | Mike Bryan | Jonas Björkman Max Mirnyi          | 7–5, 7–5                  |
| Venceu | 3–7   | 2006 | Torneio de Wimbledon     | grama  | Mike Bryan | Fabrice Santoro Nenad Zimonjić     | 6–4, 4–6, 6–4, 6–2        |
| Perdeu | 3–6   | 2006 | Torneio de Roland Garros | saibro | Mike Bryan | Jonas Björkman Max Mirnyi          | 7–65, 4–6, 5–7            |
| Venceu | 2–6   | 2006 | Australian Open          | duro   | Mike Bryan | Martin Damm Leander Paes           | 4–6, 6–3, 6–4             |
| Venceu | 1–6   | 2005 | US Open                  | duro   | Mike Bryan | Jonas Björkman Max Mirnyi          | 6–1, 6–4                  |
| Perdeu | 1–5   | 2005 | Torneio de Wimbledon     | grama  | Mike Bryan | Stephen Huss Wesley Moodie         | 46–7, 3–6, 7–62, 3–6      |
| Perdeu | 1–4   | 2005 | Torneio de Roland Garros | saibro | Mike Bryan | Jonas Björkman Max Mirnyi          | 6–2, 1–6, 4–6             |
| Perdeu | 1–3   | 2005 | Australian Open          | duro   | Mike Bryan | Wayne Black Kevin Ullyett          | 4–6, 4–6                  |
| Perdeu | 1–2   | 2004 | Australian Open          | duro   | Mike Bryan | Michaël Llodra Fabrice Santoro     | 46–7, 3–6                 |
| Perdeu | 1–1   | 2003 | US Open                  | duro   | Mike Bryan | Jonas Björkman Jonas Björkma       | 7–5, 0–6, 5–7             |
| Venceu | 1–0   | 2003 | Torneio de Roland Garros | saibro | Mike Bryan | Paul Haarhuis Yevgeny Kafelnikov   | 7–63, 6–3                 |

#### Duplas mistas: 9 (7 títulos, 2 vices)
| Status | V–D | Ano  | Torneio                  | Piso   | Parceira            | Adversários                        | Resultado         |
| ------ | --- | ---- | ------------------------ | ------ | ------------------- | ---------------------------------- | ----------------- |
| Venceu | 7–2 | 2010 | US Open                  | duro   | Liezel Huber        | Květa Peschke Aisam-ul-Haq Qureshi | 6–4, 6–4          |
| Venceu | 6–2 | 2009 | Torneio de Roland Garros | saibro | Liezel Huber        | Vania King Marcelo Melo            | 5–7, 7–65, [10–7] |
| Venceu | 5–2 | 2008 | Torneio de Wimbledon     | grama  | Samantha Stosur     | Katarina Srebotnik Mike Bryan      | 7–5, 6–4          |
| Venceu | 4–2 | 2008 | Torneio de Roland Garros | saibro | Victoria Azarenka   | Katarina Srebotnik Nenad Zimonjić  | 6–2, 7–64         |
| Venceu | 3–2 | 2006 | US Open                  | duro   | Martina Navratilova | Květa Peschke Martin Damm          | 6–2, 6–3          |
| Perdeu | 3–1 | 2006 | Torneio de Wimbledon     | grama  | Venus Williams      | Vera Zvonareva Andy Ram            | 6–3, 6–2          |
| Venceu | 2–1 | 2004 | US Open                  | duro   | Vera Zvonareva      | Alicia Molik Todd Woodbridge       | 6–3, 6–4          |
| Venceu | 1–1 | 2003 | US Open                  | duro   | Katarina Srebotnik  | Lina Krasnoroutskaya Daniel Nestor | 5–7, 7–5, [10–5]  |
| Perdeu | 0–1 | 2002 | US Open                  | duro   | Katarina Srebotnik  | Lisa Raymond Mike Bryan            | 7–69, 7–61        |

### Jogos Olímpicos

#### Duplas: 2 (1 ouro, 1 bronze)
| Status | Ano  | Cidade  | Piso  | Parceira   | Adversários                       | Resultado     |
| ------ | ---- | ------- | ----- | ---------- | --------------------------------- | ------------- |
| Ouro   | 2012 | Londres | grama | Mike Bryan | Michaël Llodra Jo-Wilfried Tsonga | 6–4, 7–62     |
| Bronze | 2008 | Pequim  | duro  | Mike Bryan | Arnaud Clément Michaël Llodra     | 3–6, 6–3, 6–4 |

## Ligações Externas
Perfil na ATP (em inglês)